# Body Talk (Mammoth)
Body Talk (Mammoth) is een nummer van het Belgische dj-duo Dimitri Vegas & Like Mike en de Duitse dj Moguai uit 2014, ingezongen door de Britse zanger Julian Perretta.
Het nummer is een vocale versie van het instrumentale dancenummer Mammoth van Dimitri Vegas & Like Mike, dat een jaar eerder uitkwam. "Body Talk (Mammoth)" werd een grote hit in België, waar het de 2e positie bereikte in de Vlaamse Ultratop 50. Buiten België werd de plaat geen hit.

## Tracklijst
Muziekdownload
1. "Body Talk (Mammoth)" - 3:27